# يانجسكين وانج
يانجسكين وانج (و. القرن 8 – 835 م) هو شاعر، وكاتب من سلالة تانغ الحاكمة، ولد في تاي يوان.

## مناصب
تولى منصب Chancellor of the Tang dynasty ‏
.